# Guara
Guara (Guarea) je rod rostlin z čeledi zederachovité. Jsou to dvoudomé stromy se sudozpeřenými listy a nenápadnými květy v květenstvích různých typů. Plodem je tobolka. Rod zahrnuje asi 69 druhů a je rozšířen v tropické a subtropické Americe od Mexika po severní Argentinu. Africké druhy byly přeřazeny do rodů Leplaea a Neoguarea.
Rozšířeným a hospodářsky významným druhem je zejména Guarea guidonia, rostoucí typicky v galeriových lesích podél řek v nížinných pralesích. Načervenalé dřevo je obchodováno pod názvem trompillo a má význam zejména v truhlářství.

## Popis
Zástupci rodu guara jsou dvoudomé, malé až statné stromy se sudozpeřenými střídavými listy. Některé druhy mohou dosáhnout výšky až 50 metrů (Guarea gomma, G. grandifolia). Pro listy je charakteristická přítomnost vrcholového pupenu s neukončeným růstem, z něhož ve fázích růstu vyrůstá nové jařmo lístků. Některé druhy mají čepel listů žláznatě tečkovanou. Odění rostlin je tvořeno jednoduchými chlupy.
Květy jsou jednopohlavné, uspořádané v květenstvích různých typů (lata, thyrsus, hrozen či klas). Květenství vyrůstají buď v úžlabí nebo jsou nahloučená bezprostředně pod listy, u některých druhů vyrůstají z kmene (kauliflorie) nebo starších větví. Kalich je téměř celokrajný nebo rozčleněný do 3 až 7 mělkých až hlubokých laloků. Koruna je složena ze 4 až 6 (3 až 7) volných lístků. Pod semeníkem nebo pistilodiem je kruhovité nektárium. V samčích květech je 8 až 12 tyčinek, které jsou kompletně srostlé ve válcovitou, v ústí někdy staženou trubičku. Prašníky jsou přirostlé uvnitř. Vrchol trubičky může být celokrajný, vroubkovaný nebo laločnatý. Samčí květy obsahují i zakrnělý semeník (pistilodium) s vyvinutými, avšak nefunkčními vajíčky.
Semeník samičích květů obsahuje 2 až 14 komůrek, v nichž je zpravidla po 1 až 2 (řidčeji až 4) vajíček. Čnělka je na vrcholu terčovitá.
Plodem je kožovitá až dřevnatá, pouzdrosečná tobolka pukající 2 až 10 chlopněmi. Každý segment obsahuje 1 až 2, řidčeji až 4 semena.

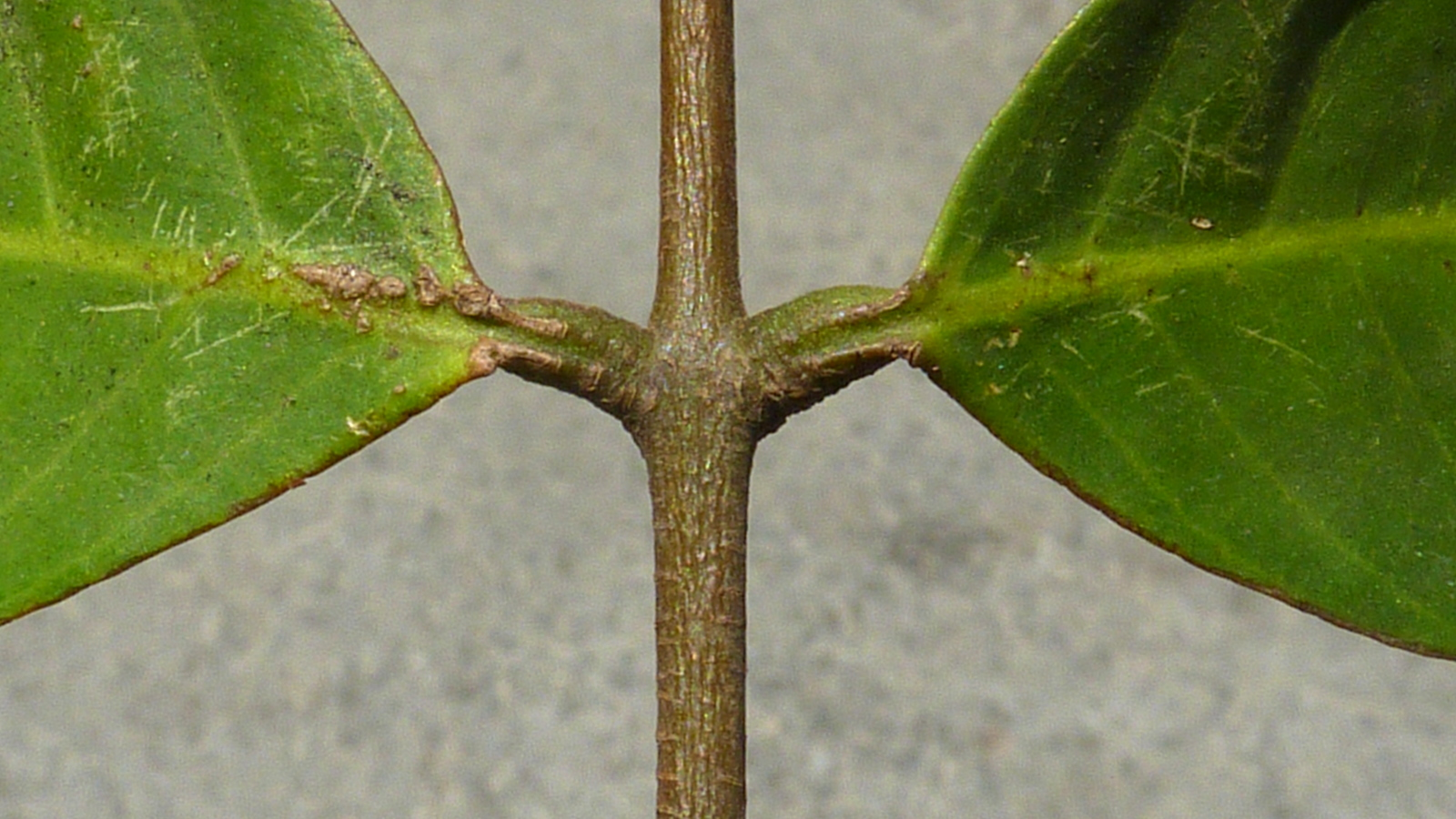
Detail listu Guarea guidonia
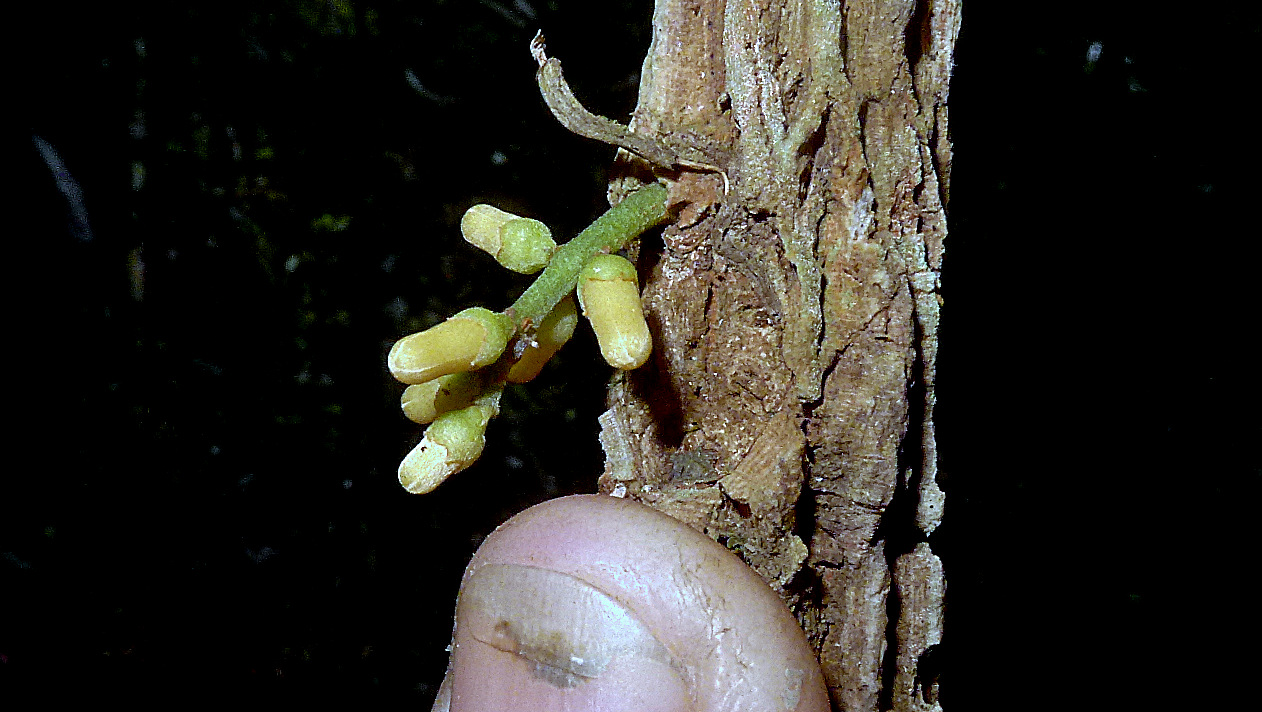
Květenství Guarea macrophylla, vyrůstající z větve
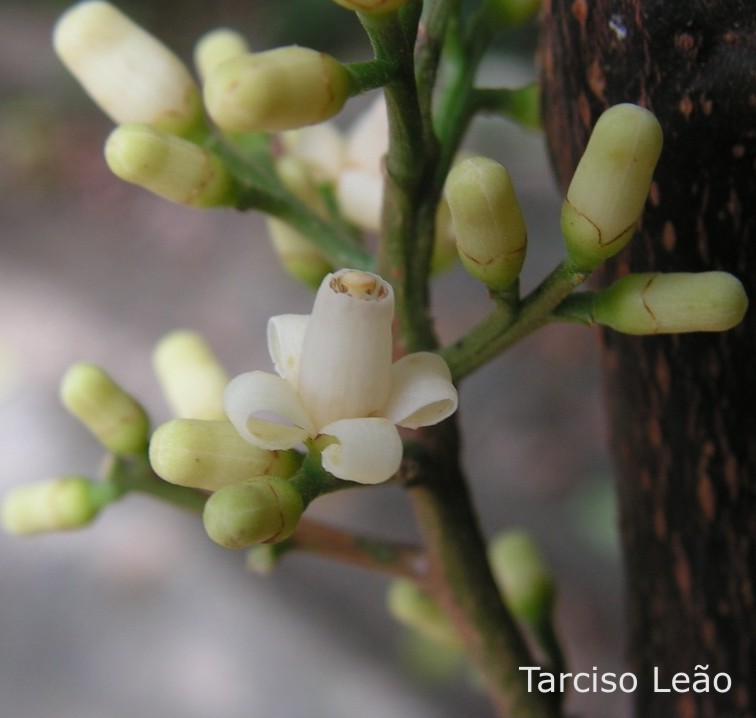
Květy Guarea guidonia
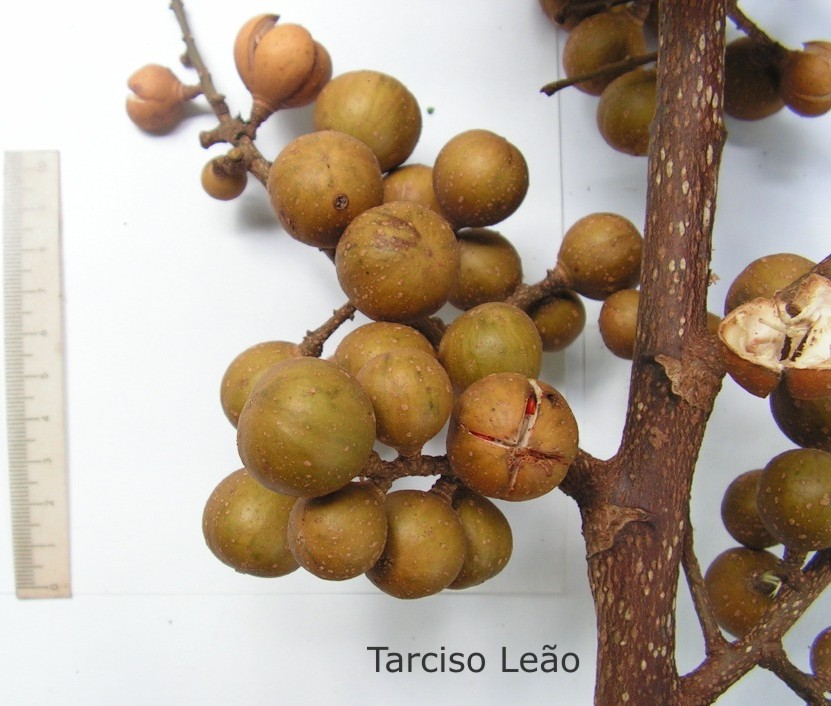
Plodenství Guarea guidonia
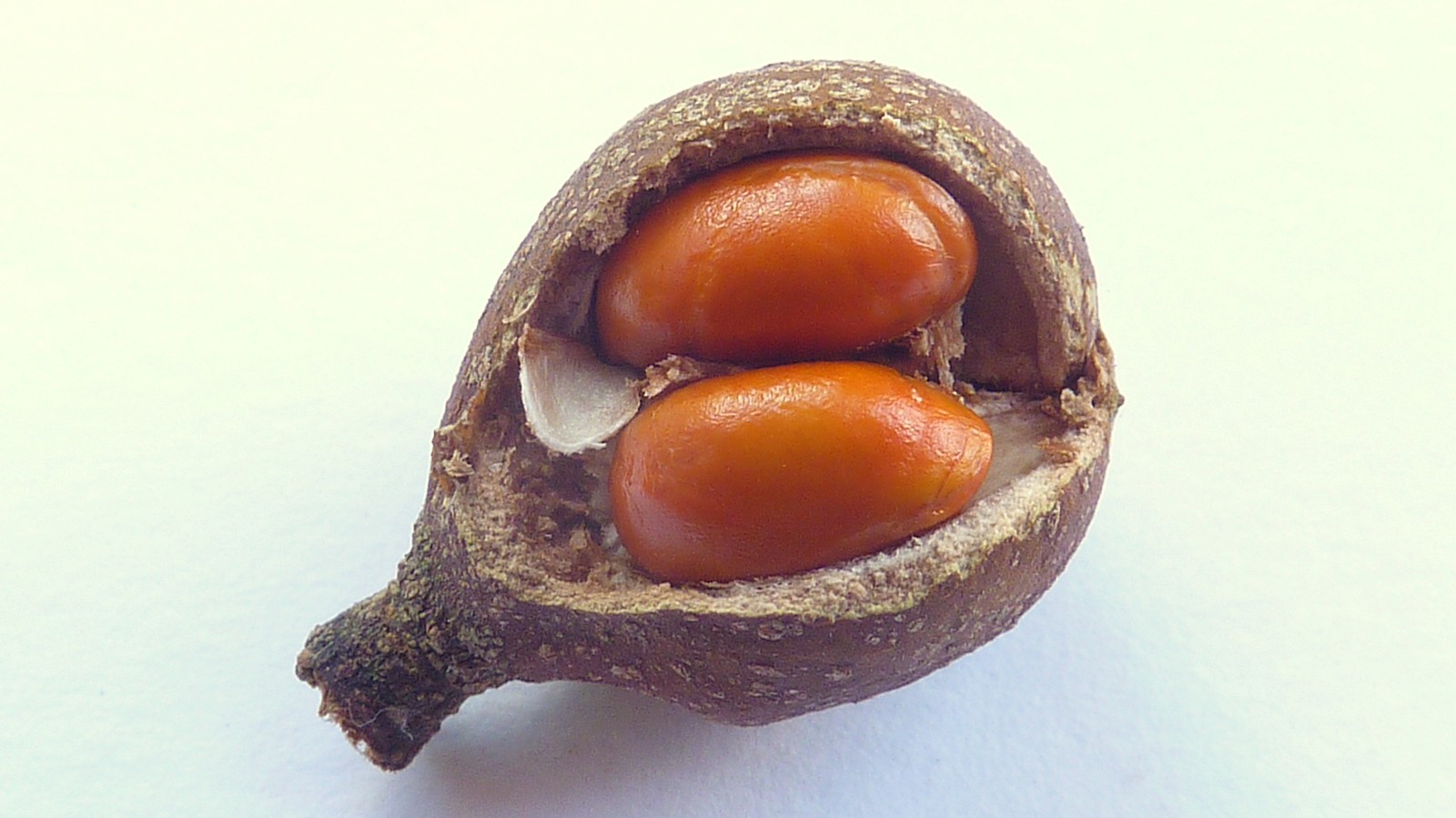
Otevřený plod Guarea guidonia

## Rozšíření
Rod guara zahrnuje asi 69 druhů. Je to druhý největší americký rod čeledi Meliaceae po rodu Trichilia. Je rozšířen v tropické a subtropické Americe od severozápadního Mexika po severní Argentinu. Centrum druhové diverzity je v Amazonii, větší počet druhů se však vyskytuje i ve Střední Americe, Karibských ostrovech a při pobřeží Brazílie.
Převážná většina druhů roste v nížinných tropických deštných lesích v nadmořských výškách do 1000 metrů. Několik Andských druhů (např. Guarea kunthiana) vystupuje v montánních deštných lesích až do výšek okolo 2500 metrů. Nemnohé druhy rostou v sezónně suchých lesích na vápencovém podkladu (G. sphenophylla, G. jamaicensis).
Široce rozšířeným a v Amazonii vesměs hojným druhem je Guarea guidonia. Roste zejména v galeriových lesích podél řek na periodicky zaplavovaných půdách.

## Ekologické interakce
Květy guar jsou opylovány můrami. Semena mají míšek a jsou rozšiřována ptáky a savci. U druhu Guarea glabra, rostoucího v podrostu tropických deštných lesů, bylo zjištěno, že jeho plody jsou pro plodožravé ptáky značně atraktivní, a to navzdory faktu, že mají velké semeno a jen tenkou vrstvu míšku. Ptáci semena buď polykají v celku nebo je vyplivují.
Guary jsou v Latinské Americe živnými rostlinami housenek
soumračníkovitých motýlů z rodů Astraptes (A. talus), Myscelus (M. amystis, M. pardalina), Nascus (N. phocus) a Passova (P. gazera, P. passova) a některých můr.
Ve větvích se vyvíjejí housenky můry Hypsipyla grandella z čeledi zavíječovití.

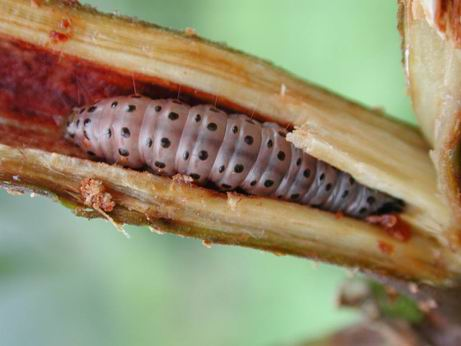
Housenka můry Hypsipyla grandella
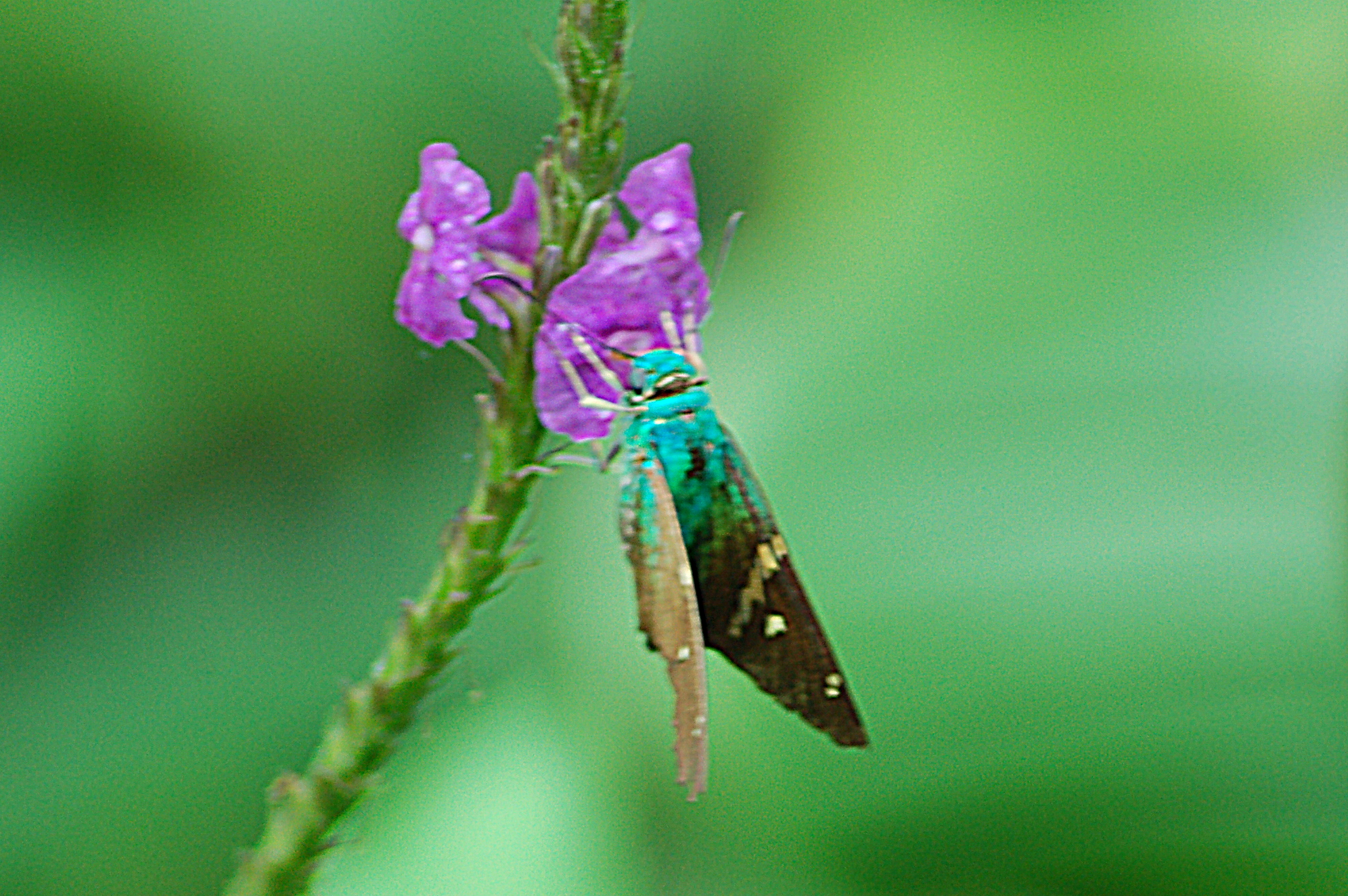
Soumračník Astraptes talus

## Taxonomie
Nejblíže příbuznými rody jsou drobné rody Ruagea (11 druhů v tropické Americe) a Heckeldora (7 druhů v rovníkové Africe). Rod Guarea je proti nim dobře morfologicky vymezený.
Celkem 5 afrických druhů bylo v roce 2012 vyčleněno do rodu Leplaea a jeden do rodu Neoguarea. V současném pojetí je tak rod Guarea omezen výskytem výhradně na neotropickou oblast.

## Prehistorie
Nejstarší fosílie, přiřazované k rodu Guarea, jsou s jistotou známy z období oligocénu, a patří k nejstarším známým fosíliím čeledi Meliaceae.

## Význam
Druh Guarea guidonia je těžen pro dřevo, které je obchodováno pod názvem trompillo. Jádrové dřevo je načervenalé a i po usušení příjemně voní. Používá se na výrobu nábytku a různé jiné truhlářské práce pro vnitřní účely, na dýhy, k obrábění i výrobě hudebních a jiných nástrojů. Těží se také druh Guarea cartaguenya, rostoucí v primárních deštných lesích Kolumbie a Ekvádoru. Jeho dřevo je známo pod názvem chalde.
Mezi hospodářsky významné dřeviny náležejí také některé africké druhy, dnes řazené do rodu Leplaea (L. cedrata, L. laurentii, L. thompsonii).

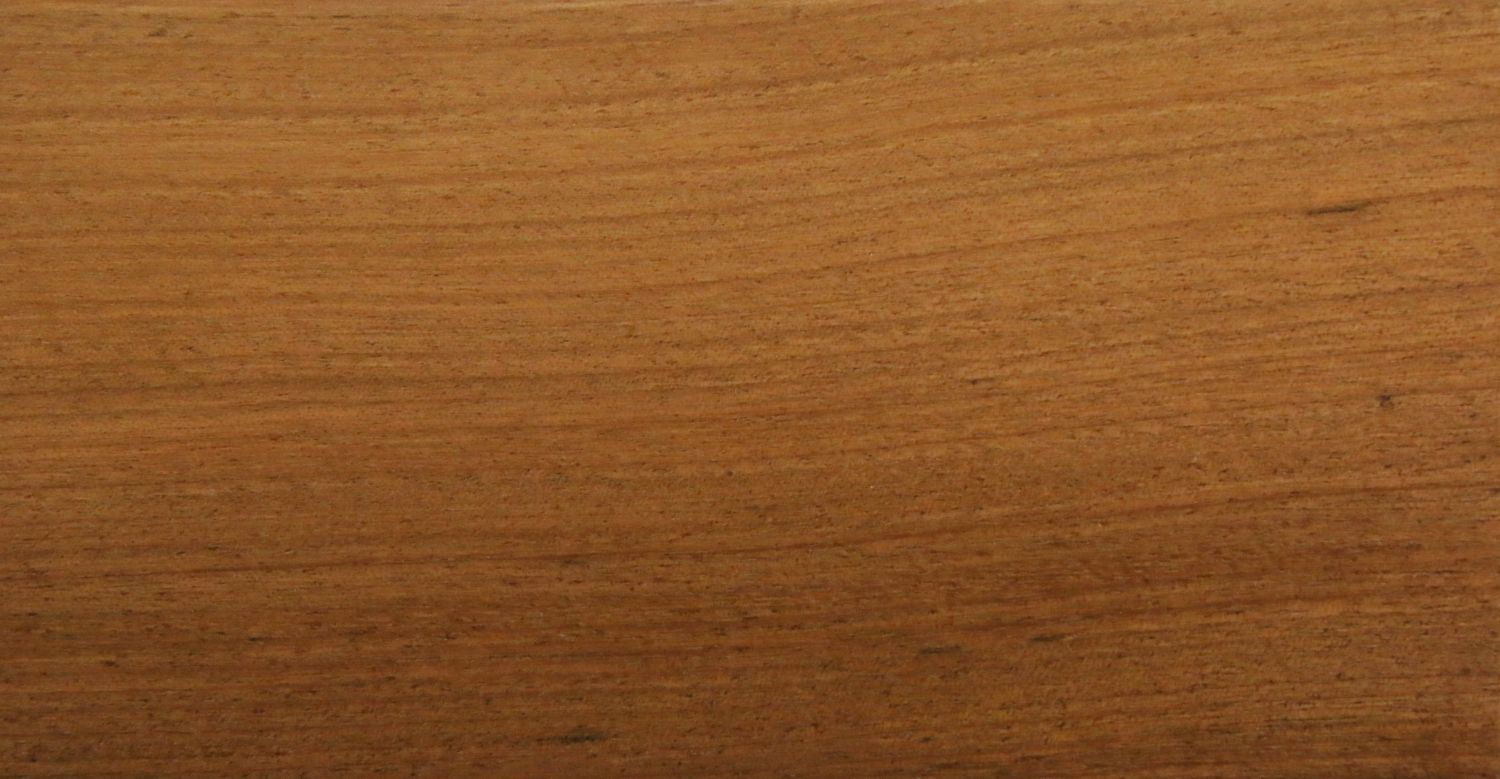
Dřevo Guarea guidonia